# Liste der denkmalgeschützten Objekte in Berndorf bei Salzburg
Die Liste der denkmalgeschützten Objekte in Berndorf bei Salzburg enthält die denkmalgeschützten, unbeweglichen Objekte der Gemeinde Berndorf bei Salzburg.

## Denkmäler
| Foto |                 | Denkmal                                                                            | Standort                                     | Beschreibung | Metadaten |
| ---- | --------------- | ---------------------------------------------------------------------------------- | -------------------------------------------- | --- | --- |
| ja   | Datei hochladen | Kirchhofanlage Berndorf HERIS-ID: 110725 Objekt-ID: 128446                         | bei Sportplatzstraße 4 Standort KG: Berndorf | Der dreischiffige Kirchenbau steht von einem Friedhof umgeben in der Ortsmitte und ist mit einem Arkadengang mit der Kapelle hll. Sebastian und Anna verbunden. Die Kirche, im Kern romanisch, mit einem spätgotischen Mittel- und südlichen Seitenschiff und einem barocken nördlichen Seitenschiff hat einen spätgotischen Westturm mit einem barocken Glockengeschoß. | BDA-Hist.: Q20754089 Status: Bescheid Stand der BDA-Liste: 2025-06-30 Name: Kirchhofanlage Berndorf GstNr.: 3313, 261, 270/1 Pfarrkirche Berndorf bei Salzburg |
| ja   | Datei hochladen | Kriegerdenkmal HERIS-ID: 14500 Objekt-ID: 10737                                    | Standort KG: Berndorf                        | | BDA-Hist.: Q37760093 Status: § 2a Stand der BDA-Liste: 2025-06-30 Name: Kriegerdenkmal GstNr.: 3246 Kriegerdenkmal, Berndorf bei Salzburg                      |
| ja   | Datei hochladen | Villa Rustica in Berndorf bei Salzburg HERIS-ID: 112112 Objekt-ID: 130164seit 2019 | Standort KG: Berndorf                        | | BDA-Hist.: Q105646790 Status: Bescheid Stand der BDA-Liste: 2025-06-30 Name: Villa Rustica in Berndorf bei Salzburg GstNr.: 3413, 3415, 3411, 3412, 467        |